# Черкассыэлеватормаш
Черкассыэлеватормаш (укр. Черкасиелеватормаш) — промышленное предприятие в городе Черкассы.

## История
С 1967 года предприятие выпускает оборудование для транспортировки, переработки, сушки зерна и зернопродуктов.
С 1998 года предприятие освоило выпуск экструдеров для сои, зерна, комбикормов, топливных брикетов.
С начала 2008 года «ЧеркассыЭлеваторМаш» внедрил на Украине новую технологию по долгосрочному хранению зерна в полиэтиленовых мешках на открытых площадках

## Продукция
Предприятие серийно выпускает прессы для отжима растительного масла (пресс ОП-1000 позволяет получать высококачественный соевый жмых остаточной масличностью 5-7 %), оборудование для транспортировки зерна, а также экструдеры для топливных брикетов серии ЕВ, которые позволяют производить топливные брикеты с утилизацией растительных отходов (шелуха подсолнечника, гречихи, риса; щепа и опилки твердых и мягких пород дерева солома, камыш, мискантус и др.). Модель Экструдер ЕВ-350-70 отличается наличием вертикального подпрессовщика для обеспечения стабильной работы на соломе.
Предприятие серийно выпускает для комбикормовой промышленности экструдеры для производства полножирной сои, зерновых экструдатов, комбикормов для рыб, собак и кошек.

## Экспорт
Благодаря высокому качеству продукции и разумному ценообразованию более половины выпуска составляет реализация на экспорт.
Среди 35 стран в которых работает оборудование предприятия, наиболее активно используют продукцию предприятия: Россия, Аргентина, Сербия, Молдавия, Казахстан, Белоруссия, Азербайджан, Польша. Для обеспечения своих клиентов по всему миру высоким уровнем обслуживания работают сервисные дилерские центры, в том числе в городах: Буэнос-Айрес, Нови-Сад, Москва, Благовещенск, Кишинёв, Оспедалетто-Эуганео.

## Популяризация экструзионных технологий
С целью популяризации и развития экструзионных технологий в сельском хозяйстве, пищевой промышленности и биоэнергетике ЧеркассыЭлеваторМаш проводит при участии других производителей оборудования в тесном сотрудничестве с ведущими научными институтами регулярные международные научно-практические конференции и семинары Экструтек.
Основными темами конференций являются развитие технологий получения с помощью экструзии полножирной сои и соевого жмыха, соевых текстуратов, высокопитательного комбикорма, топливных брикетов.